# لانگ بیچ (کالیفرنیا)
لانگ بیچ (به انگلیسی: Long Beach) شهری در شهرستان لس‌آنجلس در کالیفرنیای جنوبی در ایالات متحده که در ساحل اقیانوس آرام واقع شده‌است. این شهر یکی از حومه‌های بزرگ ابرشهر لس آنجلس است.

## جغرافیا
شهر لانگ بیچ در مختصات ۳۳ درجه و ۴۷ دقیقه شمالی و ۱۱۸ درجه و ۱۰ دقیقه قرار گرفته و حدود ۲۰ مایلی (۳۲ کیلومتری) جنوب مرکزی شهر لس آنجلس واقع شده‌است. مساحت این شهر ۵۱٫۴۳۷ مایل مربع (۱۳۳٫۲ کیلومتر مربع) می‌باشد

## جمعیت
طبق سرشماری سال ۲۰۱۰ ایالات متحده، لانگ بیچ ۴۶۲٬۲۵۷ تن جمعیت دارد و تراکم جمعیت آن ۹٬۱۹۱٫۳ نفر در هر مایل مربع (۳٬۵۴۸٫۸/km²) می‌باشد.
ترکیب نژادی شهر لانگ بیچ عبارت است از ۲۱۳٬۰۶۶ (۴۶٫۱٪) سفیدپوست، ۶۲٬۶۰۳ (۱۳٫۵٪) سیاه‌پوست یا آفریقایی-آمریکایی، ۳٬۴۵۸ (۰٫۷٪) بومیان آمریکا، ۵۹٬۴۹۶ (۱۲٫۹٪) آسیایی (۴٫۵٪ فیلیپینی، ۳٫۹٪ کامبوجی، ۰٫۹٪ ویتنامی، ۰٫۶٪ چینی، ۰٫۶٪ ژاپنی، ۰٫۴٪ هندی، ۰٫۴٪ کره‌ای، ۰٫۲٪ تای، ۰٫۱٪ لائوسی، ۰٫۱٪ Hmong),‏ ۵٬۲۵۳ (۱٫۱٪) اهالی جزایر اقیانوس آرام (۰٫۸٪ ساموآی، ۰٫۱٪ گوامی، ۰٫۱٪ تونگایی), ۹۳٬۹۳۰ (۲۰٫۳٪) از دیگر نژادها، و ۲۴٬۴۵۱ (۵٫۳٪) از دو نژاد یا بیشتر.

## تاریخچه
مردم ها بومی زندگی می کردند در سواهل جنوب کالیفرنیا بیس از ۱۰،۰۰۰ سال و چندین فرهنگ متوالی در منطقه الانی لانگ بیچ ساکن شده اند. در قرن ۱۶،‌ آمدن کاوشگران اسپانیایی که  گروه غالبشون تونگوا بودند که حداقل سه شهرک اصلی را در شهر کنونی ایجاد کرده بودند. Tevaaxa'anga (تواکسانگا) یک سکونتگاه داخلی در نزدیکی رودخانه لس آنجلس بود، در حالی که Ahwaanga (اهوانگاه) و Povuu'nga (پونگاه) روستاهای ساحلی بودند. Povuu'nga به ویژه برای Tongva مهم بود، نه تنها به عنوان یک مرکز تجاری منطقه ای و مرکز برای ماهیگیران، اما به دلیل اهمیت تشریفاتی عمیق آن، به عنوان محل ظهور آنها به عنوان مردمی که زندگی آنها از آنجا شروع شد، درک می شود.

### دوره اسپانیا و مکزیک -
در سال ۱۷۸۴ میلادی، پادشاه امپراتوری اسپانیا، کارلوس سوم، رانچو لوس نیتوس را به سرباز اسپانیایی مانوئل نیتو اعطا کرد. رانچو لوس سریتوس و رانچو لوس آلامیتوس از این قلمرو تقسیم شدند. مرز بین دو رانشو از مرکز تپه سیگنال در مورب جنوب غربی به شمال شرقی می گذشت. بخشی از لانگ بیچ غربی در اصل بخشی از رانچو سان پدرو بود. مرزهای آن سال ها مورد مناقشه بود، زیرا سیل باعث تغییر مرز رودخانه لس آنجلس بین رانچو سان پدرو و رانچو لس نیتوس شد. (تصویر در پایٔین).
در سال ۱۸۰۵ میلادی، روستای اصلی تونگوا پووونگا به طور کامل از روستاییان تهی شد، که اکثر آنها برای تغییر مذهب و به عنوان نیروی کار به میسیون سن گابریل آورده شدند. بسیاری از روستاییان در این مأموریت جان خود را از دست دادند، که میزان مرگ و میر بالایی داشت، به ویژه در میان کودکان، به عوامل بسیاری مانند بیماری هایی که به سرعت گسترش می یابند و همچنین شکنجه، سوءتغذیه و کار بیش از حد نسبت داده می شود.
در ۱۸۴۳، خوان تمپل، رانچو لوس سریتوس را خرید که در ۱۸۲۷ از نیوانگلند به کالیفرنیا رسید. او چیزی را ساخت که اکنون به عنوان "خانه مزرعه داری لوس سریتوس" شناخته می شود، یک خشت که هنوز پابرجاست که یک نقطه عطف تاریخی ملی است. تمپل یک مزرعه پرورش گاو پررونق ایجاد کرد و رونق گرفت و به ثروتمندترین مرد در شهرستان لس آنجلس تبدیل شد. هم تمپل و هم خانه مزرعه اش نقش های محلی مهمی در جنگ مکزیک و آمریکا ایفا کردند. در جزیره‌ای در خلیج سان پدرو، پیشگامان مورمون تلاشی بی‌ثمر برای ایجاد یک مستعمره انجام دادند (به عنوان بخشی از طرح بریگام یانگ برای ایجاد زنجیره‌ای پیوسته از سکونتگاه‌ها از اقیانوس آرام تا دریاچه نمک).

### دوران پس از فتح -

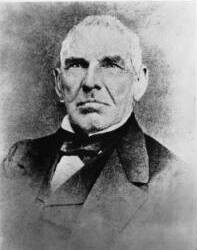
دون ژوان تمپل، مالک اولیه رانچ لوس کرریتوس در لانگ بیچ

#### صنعت و فناوری -
- شرکت هواپیماسازی داگلاس

## مراکز علمی-فرهنگی
- سیتی کالج لانگ بیچ
- دانشگاه ایالتی کالیفرنیا، لانگ بیچ
- اتحادیه مدارس لس‌آنجلس

## شهرهای خواهرخوانده
- Bacolod City، فیلیپین
- Manta، اکوادور
- چینگ‌دائو، چین[۱۷]
- یوکایچی، میه، ژاپن
- ازمیر، ترکیه
- مومباسا، کنیا
- سوچی، روسیه
- پوهانگ، کره
- کلکته، هند
- پنوم‌پن، کامبوج
- والپارایزو، شیلی[۱۸]

## نگارخانه
|  |  |  |